# پیرلر
پیرلر (به لاتین: Pirilyar) یک منطقه مسکونی در جمهوری آذربایجان است که در شهرستان بردع واقع شده است.